# Batthyány Seraphine
Németújvári gróf Batthyány Seraphine (1769. november 9. – 1839. szeptember 5.) nagyasszony, fordító.
Batthyány József gróf leánya, gróf Andrássy Károly felesége volt. Olaszból fordított egy nevelési munkát, amely Pensées instructives et toutes sortes d'exemples, propres a former le cœur des jeuns gens cím alatt jelent meg Kolozsváron 1787-ben. A könyvhöz nagybátyja, Batthyány Ignác gróf, erdélyi püspök írt előszót.